# Week-end de débauche
Week-end de débauche (The Stag ou The Bachelor Weekend) est une comédie irlandaise réalisée par John Butler, sortie en 2013.

## Synopsis
Un enterrement de vie de garçon en plein air dans l'ouest de l'Irlande prend une tournure inattendue lorsque le frère de la mariée se joint au groupe.
Fionnán ne veut pas faire d'enterrement de vie de garçon. Ruth, sa fiancée, convainc le meilleur ami de Fiannán, Davin, d'organiser quelque chose pour l'occasion. Sans enthousiasme, Davin organise un weekend à la campagne avec 3 autres amis, mais tente par tous les moyens d'éviter d'inclure le frère de Ruth malgré le fait qu'elle insiste pour qu'il soit présent. Celui-ci, connu sous le nom de « La Machine », n'a pas bonne réputation auprès du groupe d'amis. Après être arrivé sur les lieux pour entamer un weekend de marche au grand air, le groupe s'aperçoit que La Machine l'a rejoint. S'ensuit une série de situations plus cocasses les unes que les autres.

## Fiche technique
- Titre : Week-end de débauche
- Titre original : The Stag ou The Bachelor Weekend
- Réalisation : John Butler
- Scénario : John Butler et Peter McDonald
- Musique : Stephen Rennicks
- Photographie : Peter Robertson
- Montage : John O'Connor
- Production : Rebecca O'Flanagan et Robert Walpole
- Société de production : Screen Ireland et Treasure Entertainment
- Pays :  Irlande
- Genre : Comédie dramatique
- Durée : 94 minutes
- Dates de sortie : 
  -  Canada : 10 septembre 2013 (festival international du film de Toronto)
  -  Irlande : 7 mars 2014

## Distribution
- Andrew Scott (VQ : Nicolas Charbonneaux-Collombet) : Davin
- Hugh O'Conor (VQ : Nicholas Savard L'Herbier) : Fionnán
- Peter McDonald (VQ : Frédéric Paquet) : La Machine (Richard)
- Brian Gleeson (VQ : Alexandre Fortin) : Simon
- Andrew Bennett (VQ : Sylvain Hétu) : Grand Kevin
- Michael Legge (VQ : Gabriel Lessard) : Petit Kevin
- Amy Huberman (VQ : Mylène Mackay) : Ruth

Doublage
- Studio de doublage : Les Vilains Garçons [2]
- Direction artistique : ?
- Adaptation : ?